# 中瑞挪廣州和約貿易章程
中瑞挪廣州和約貿易章程 (又稱中瑞挪五口通商章程、中瑞挪廣州條約) 是清朝中国和瑞典-挪威聯盟之間的第一個條約。該條約於1847年3月由卡尔·弗雷德里克·利耶瓦尔奇和兩廣總督耆英協商，並且被视为第一次鴉片戰爭之後西方國家與中國之間的不平等條約之一。
該條約實際上從未得到中國代表的批准，這對結果的合法性產生了陰影，但仍然生效，持續了60年。
《中瑞挪廣州和約貿易章程》的原件之一由瑞典政府保存；另一份正本原保存於中華民國外交部，现寄存位於臺北市的國立故宮博物院。

## 條款
它的條款，類似1844年美國和中國所簽訂的望廈條約，規定瑞典-挪威在中國享有與其他條約權力，所謂的最惠國地位相同的特權。
像之前美國和大英帝國一樣，可赴广州、福州、厦门、宁波、上海五口通商，并在各口设领事，享有领事裁判权。這與以前西方與中國的關係形成鮮明對比，當時只有廣東開放對外貿易。像其他西方國家一樣，瑞典-挪威獲得治外權利; 對通商口岸的瑞典和挪威公民的管轄權從中國轉移到瑞典-挪威。
該條約還允許瑞典-挪威向中國派駐領事館，並使其商業只受到固定的關稅。该条约的效力一直持续到20世纪初，在瑞典-挪威聯盟解體三年后的1908年，瑞典外交官古斯塔夫·奥斯卡·瓦伦伯格与中国谈判达成一项新条约。

## 外部連結
- Hofbert, Herman et al. (1906). Svenskt biografiskt handlexikon: alfabetiskt ordnade lefnadsteckningar af Sveriges namnkunniga män och kvinnor från reformationen till nuvarande tid Stockholm: A. Bonnier. OCLC 13256154（页面存档备份，存于）
- Liljevalch, Carl Fredrik. (1848). Chinas handel: industri och Statsforfattning (China's Trade Industry and Government). Stockholm: Beckman. OCLC 51350379（页面存档备份，存于）
- Tai, En-Sai. (1918). Treaty ports in China (a study in diplomacy). New York: University Printing Office, Columbia University (Ph.D. thesis). OCLC 3213067（页面存档备份，存于）